# Port Arthur (Ontario)

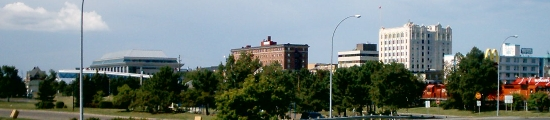
Vista di Port Arthur

Port Arthur era una città nell'Ontario settentrionale, Canada, sita sulle rive del Lago Superiore. Nel gennaio 1970, fu conglobata con Fort William e con le cittadine di Neebing e McIntyre, per formare la città di Thunder Bay.
Port Arthur era stata capoluogo di contea del Distretto di Thunder Bay. La sua importanza storica è dovuta al fatto di essere stata temporaneamente (1882–1885) il terminale orientale della ferrovia Canadian Pacific. Essa fu il punto principale di trasbordo per le imbarcazioni da trasporto che attraversavano i  Grandi Laghi. Il completamento della Canadian Pacific Railway verso est accrebbe di poco l'importanza della città per la navigazione sui laghi. La ferrovia del Canada del Nord fu realizzata a servizio del porto e vi furono eretti numerosi sili contenenti grano per alimentare i trasporti del lago. Questa ferrovia e il commercio del grano diminuirono d'importanza nella seconda metà del XX secolo.